# Hwasun-gun
Hwasun (hangul: 화순군, hanja: 和順郡) är en landskommun (gun)   i den sydkoreanska provinsen Södra Jeolla. Vid slutet av 2020 hade kommunen 63 300 invånare.
Administrativt är den indelad i en köping (eup), centralorten Hwasun-eup,  och tolv socknar (myeon): 
Baega-myeon,
Cheongpung-myeon,
Chunyang-myeon,
Doam-myeon,
Dogok-myeon,
Dong-myeon,
Dongbok-myeon,
Hancheon-myeon,
Iseo-myeon,
Iyang-myeon,
Neungju-myeon och
Sapyeong-myeon.